# Matuta
Matuta là một chi cua thuộc họ Matutidae.

## Phân loại
Chi này gồm các loài sau:
- Matuta circulifera Miers, 1880
- †Matuta inermis Brocchi, 1883
- Matuta planipes Fabricius, 1798
- Matuta purnama Lai & Galil, 2007
- Matuta victor (Fabricius, 1781)